# 孔厄河
55°23′N 8°39′E / 55.383°N 8.650°E
孔厄河（丹麥語：Kongeå），是丹麥的河流，位於日德蘭半島，處於南丹麥大區，河道全長65公里，最終在里伯以北注入北海，該河有大西洋鮭和茴魚棲息。